# Gandelu
Gandelu település Franciaországban, Aisne megyében. Lakosainak száma 691 fő (2022. január 1.). Gandelu Brumetz, Chézy-en-Orxois, Marigny-en-Orxois, Saint-Gengoulph, Veuilly-la-Poterie, Coulombs-en-Valois, Dhuisy és Germigny-sous-Coulombs községekkel határos.

## Népesség
A település népességének változása:
| Lakosok száma | 326  | 346  | 537  | 671  | 693  | 689  | 687  | 690  | 695  | 691  |
|               | 1968 | 1982 | 1990 | 2006 | 2013 | 2015 | 2017 | 2019 | 2020 | 2022 |